# 東宝企業

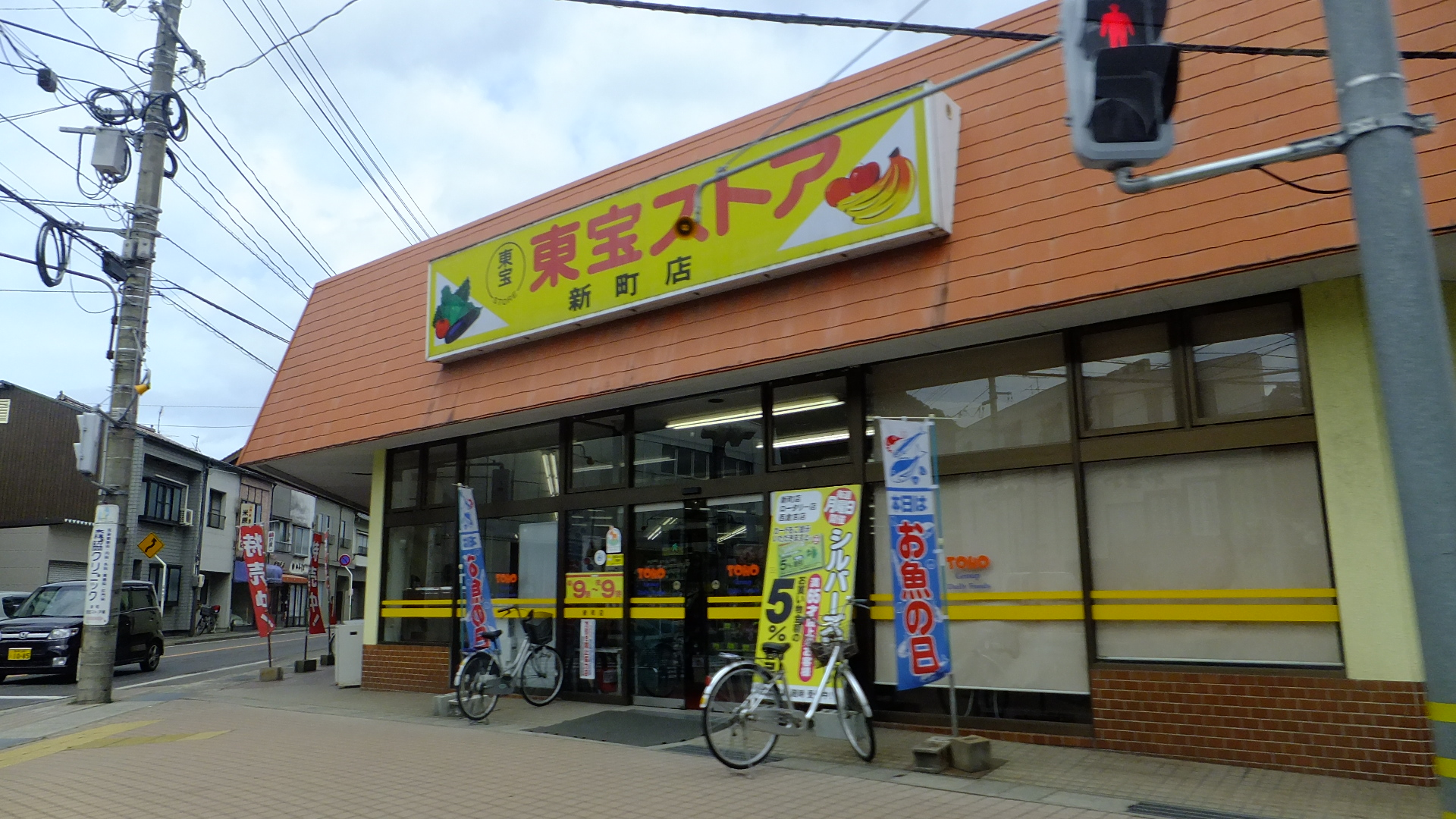
東宝ストア新町店（2020年閉店）

東宝企業株式会社（とうほうきぎょう）は、鳥取県倉吉市を営業基盤とするスーパーマーケット「東宝ストア」、「新あじそう」を運営する企業である。
本社は鳥取県倉吉市大正町2丁目90番地。
CGCグループに加盟しており、CoGCaに対応している。
また、株式会社マーメイドベーカリーパートナーズとのフランチャイズ契約によりベーカリーチェーン「リトルマーメイド」も運営している。

## 歴史・概要
有楽座（倉吉市明治町1015）や末広映画劇場（鳥取市末広温泉町）、旭座（倉吉市新町3-1080）・えいらく館（倉吉市上井町336）などを経営していた宇崎穆夫が1962年（昭和37年）に東宝企業株式会社を設立し、同年9月28日にスーパーマーケット東宝ストアを開店したのが始まりである。
2020年代のJA系スーパーの閉店をめぐっては、鳥取県東部の鳥取いなば農業協同組合（JA鳥取いなば）との間でトスク6店舗の引き継ぎを交渉していたが決裂し断念した。一方、鳥取県中部の鳥取中央農業協同組合（JA鳥取中央）の一部店舗の引き継ぎについては交渉がまとまり、まず2023年9月に閉店していたAコープ赤碕店が同年10月6日に東宝ストア赤碕店となった。

## 店舗
全て鳥取県内にある。

### 東宝ストア
- ロータリー店（倉吉市住吉町111[7]、1968年（昭和43年）4月14日開店[7][11]）

延べ床面積330m2、店舗面積約264m2 → 約975m2。駐車台数約116台。
- 西倉吉店（倉吉市西倉吉町13-5[12]、1991年（平成3年）3月開店[12]）

延べ床面積2,125m2、店舗面積約1,341m2（直営店舗面積約1,288m2）。
- 米田店（倉吉市）
- 河北PLAZA（倉吉市福庭町2-88[13]）

鉄骨造り平屋建て。延べ床面積5,987m2、店舗面積約4,275m2（直営店舗面積約3,131m2）。
- 由良店（東伯郡北栄町、1985年（昭和60年）12月18日開店[11]）

店舗面積約654m2。
- 赤碕店（東伯郡琴浦町、Aコープ赤碕店の店舗を引き継ぎ、2023年（令和5年）10月6日 開店）[15][16]

かつて存在していた店舗
- 倉吉サンピア（倉吉市大正町2-61[17]、1983年（昭和58年）9月2日開店[18]）

延べ床面積24,287m2、店舗面積約9,336m2（直営店舗面積約3,638m2）。駐車台数約430台。
西倉吉地区に出店していた。
- ホームセンタービッグライフトーホー（倉吉市米田町855-1[20]、1986年（昭和61年）8月26日開店[11]）

店舗面積約797m2。駐車台数約100台。
- 本店[7] → 新町店（倉吉市新町3-1080-1[7]、1962年（昭和37年）9月28日開店[7][11] - 2020年9月30日閉店[22]）

延べ床面積825m2、店舗面積約726m2 → 約796m2。駐車台数約40台。
- 駅前店[23] → 上井店（倉吉市上井町2-1-2[7]、1965年（昭和40年）11月18日開店[11] - 2011年9月30日閉店[24]）

延べ床面積330m2、店舗面積約264m2 → 約719m2。駐車台数約39台。

### 新あじそう
- パープル店（倉吉市山根557-1[13]、1981年（昭和56年）11月28日開店[25]）

延べ床面積17,862m2 → 20,635m2、店舗面積約9,922m2 → 11,377m2（新あじそう店舗面積約1,665m2）。駐車台数約1000台。
上井地区と倉吉市街地を結ぶ幹線道路の鳥取駅前通り沿いに出店していた。
- ハワイ店（東伯郡羽合町、1979年（昭和54年）5月14日開店[11]）

店舗面積約1,266m2。駐車台数約150台。

### リトルマーメイド
- ロータリー店（倉吉市）
- 西倉吉店（倉吉市）
- 河北PLAZA（倉吉市）